# Devlet Bahçeli
Devlet Bahçeli (Osmaniye, 1 januari 1948) is een Turks politicus. Sinds 6 juli 1997 is hij de voorzitter van de Partij van de Nationalistische Beweging. Van 1999 tot en met 2002 was hij vicepremier van Turkije.

## Biografie
Bahçeli komt uit een rijke en linkse familie van Turkomannen, behorend tot de Turkomeense stam Fettahoğulları.

## Politiek
Bahçeli werkte na zijn studie als academicus aan de Gazi Universiteit in Ankara. In 1987 stopte hij bij de universiteit, nadat hij door Alparslan Türkeş werd uitgenodigd bij de voorganger van de Partij van de Nationalistische Beweging. Hij werd bij de partijverkiezingen datzelfde jaar verkozen tot het bestuur en werd Algemeen Secretaris van de partij.
Na jarenlang hoge functies bekleed te hebben binnen de partij, werd hij tot voorzitter gekozen op 6 juli 1997, nadat partijleider Alparslan Türkeş overleed op 4 april 1997. Hij nam het toen op tegen Yıldırım Tuğrul Türkeş, de zoon van de overleden partijleider Alparslan Türkeş.
In 1999 werd hij verkozen tot het Turks parlement als afgevaardigde van zijn thuisprovincie Osmaniye. Onder leiding van linkse premier Bülent Ecevit werd een coalitie gevormd met de centrumrechtse Moederlandpartij en extreemrechtse MHP. Bahçeli werd vicepremier van de 57e regering van Turkije. De coalitie werd geteisterd door de grootste economische crisis in de Turkse geschiedenis. In 2002 riep Bahçeli op vervroegde verkiezingen te houden in verband met de slechte gezondheid van premier Bülent Ecevit. De coalitie viel in 2002 nadat een grote meerderheid van het parlement stemde voor vervroegde verkiezingen.
Bij deze nieuwe verkiezingen werden de coalitiepartijen hard afgestraft. Geen van de coalitiepartijen (waaronder MHP) wist de kiesdrempel niet te halen en kwam het parlement niet in, ten gunste van nieuwkomer Partij voor Rechtvaardigheid en Ontwikkeling van Recep Tayyip Erdoğan. Pas bij de Turkse algemene verkiezingen 2007 wisten de nationalisten het parlement weer in te komen. De overige coalitiepartijen uit de 57e regering verdwenen van het politiek toneel. Sinds 2007 zit Bahçeli onafgebroken in het parlement als afgevaardigde van zijn thuisprovincie Osmaniye.
Onder leiding van Bahçeli voerden de nationalisten felle oppositie tegen Recep Tayyip Erdoğan. Na de Staatsgreeppoging in Turkije (2016) besloot hij Recep Tayyip Erdoğan juist te steunen. Zo sprak Bahçeli zich eerder uit tegen de ideeën van Erdoğan voor een presidentieel systeem. Na de couppoging sprak hij echter steun uit voor het systeem. Later vormde Bahçeli een alliantie met Erdoğan.